# Alan Marshal
Pour les articles homonymes, voir Marshall et Alan Marshall.
Alan Marshal (parfois crédité Alan Marshall) est un acteur australien, né Alan Willey à Sydney (Australie) le 29 janvier 1909, mort à Chicago (Illinois, États-Unis) le 13 juillet 1961.

## Biographie
Installé aux États-Unis, Alan Marshal (du nom de naissance de sa mère) débute au cinéma en 1936 et participe en tout à vingt-quatre films américains, jusqu'en 1959. Un de ses rôles les plus connus est celui du Capitaine Phœbus dans Quasimodo (1939), aux côtés de Maureen O'Hara et Charles Laughton.
À la télévision, il apparaît dans quelques séries, entre 1950 et 1961.
Au théâtre, Alan Marshal joue notamment à Broadway (New York) de 1933 à 1935, dans six pièces.
Il meurt brutalement d'une crise cardiaque en 1961, durant les représentations à Chicago de la pièce Sextette de (et avec) Mae West.

## Filmographie

### Au cinéma
(intégrale)
- 1936 : Le Jardin d'Allah (The Garden of Allah) de Richard Boleslawski
- 1936 : Nick, gentleman détective (After the Thin Man) de W. S. Van Dyke
- 1937 : La Force des ténèbres (Night must fall) de Richard Thorpe
- 1937 : La Vie privée du tribun (Parnell) de John M. Stahl
- 1937 : Marie Walewska (Conquest) de Clarence Brown
- 1938 : Coup de théâtre (Dramatic School) de Robert B. Sinclair
- 1938 : J'ai retrouvé mes amours (I met my Love again) de Joshua Logan, Arthur Ripley et George Cukor
- 1938 : Invisible Enemy de John H. Auer
- 1938 : The Road to Reno de S. Sylvan Simon
- 1939 : Quasimodo (The Hunchback of Notre Dame) de William Dieterle
- 1939 : Four Girls in White de S. Sylvan Simon
- 1939 : Exile Express d'Otis Garrett
- 1939 : Les Aventures de Sherlock Holmes (The Adventures of Sherlock Holmes) d'Alfred L. Werker
- 1940 : Howard le révolté (The Howards of Virginia) de Frank Lloyd
- 1940 : Married and in Love de John Farrow
- 1940 : Irène (Irene) d'Herbert Wilcox
- 1940 : He stayed for Breakfast d'Alexander Hall
- 1941 : Lydia (titre original) de Julien Duvivier
- 1941 : Ses trois amoureux (Tom, Dick and Harry) de Garson Kanin
- 1944 : Les Blanches Falaises de Douvres (The White Cliffs of Dover) de Clarence Brown
- 1944 : Bride by Mistake (en) de Richard Wallace
- 1956 : The Opposite Sex de David Miller
- 1959 : La Nuit de tous les mystères (House on Haunted Hill) de William Castle
- 1959 : La Chevauchée des bannis (Day of the Outlaw) d'André De Toth

### À la télévision
(sélection de séries)
- 1958 : Première série Perry Mason, Saison 1, épisode 38 The Case of the Terrified Typist d'Andrew V. McLaglen
- 1958 : La Grande Caravane (Wagon Train), Saison 2, épisode 6 The Doctor Willoughby Story
- 1958 : Alfred Hitchcock présente (Alfred Hitchcock presents), Saison 4, épisode 9 Murder Me Twice de David Swift
- 1959 : Rawhide, Saison 1, épisode 5 Incident on the Edge of Madness d'Andrew V. McLaglen

## Théâtre (sélection)
Pièces jouées à Broadway, sauf mention contraire
- 1933 : Foolscap d'Eduardo Ciannelli et Gennaro Mario Curci, avec Eduardo Ciannelli, Henry O'Neill, Richard Whorf, Frederic Worlock
- 1933 : Going Gay de William Miles, avec Charles Halton, Walter Kingsford
- 1934 : While Parents sleep d'Anthony Kimmins, avec Ilka Chase, Lionel Pape
- 1934 : Lady Jane de (et mise en scène par) H.M. Harwood, avec Lowell Gilmore, Frieda Inescort
- 1935 : The Bishop Misbehaves de Frederick J. Jackson, avec Lucy Beaumont, Walter Connolly, Jane Wyatt
- 1935 : On Stage de B.M. Kaye, avec Selena Royle, Frederic Worlock
- 1961 : Sextette de (et avec) Mae West (à Chicago)